# Ciechanów (stacja kolejowa)
Ciechanów – stacja kolejowa w Ciechanowie, w województwie mazowieckim, w Polsce. Obok stacji znajduje się bocznica kolejowa.

## Ruch pasażerski
| Rok  | Wymiana roczna | Wymiana pasażerska na dobę | Miejsce w Polsce |
| ---- | -------------- | -------------------------- | ---------------- |
| 2017 | 803 000        | 2200                       |                  |
| 2018 | 876 000        | 2400                       |                  |
| 2019 | 1 240 000      | 3400                       | 82               |
| 2020 | 769 000        | 2100                       | 78               |
| 2021 | 913 000        | 2500                       | 80               |
| 2022 | 1 241 000      | 3400                       | 100              |
| 2023 | 1 387 000      | 3800                       |                  |

## Historia

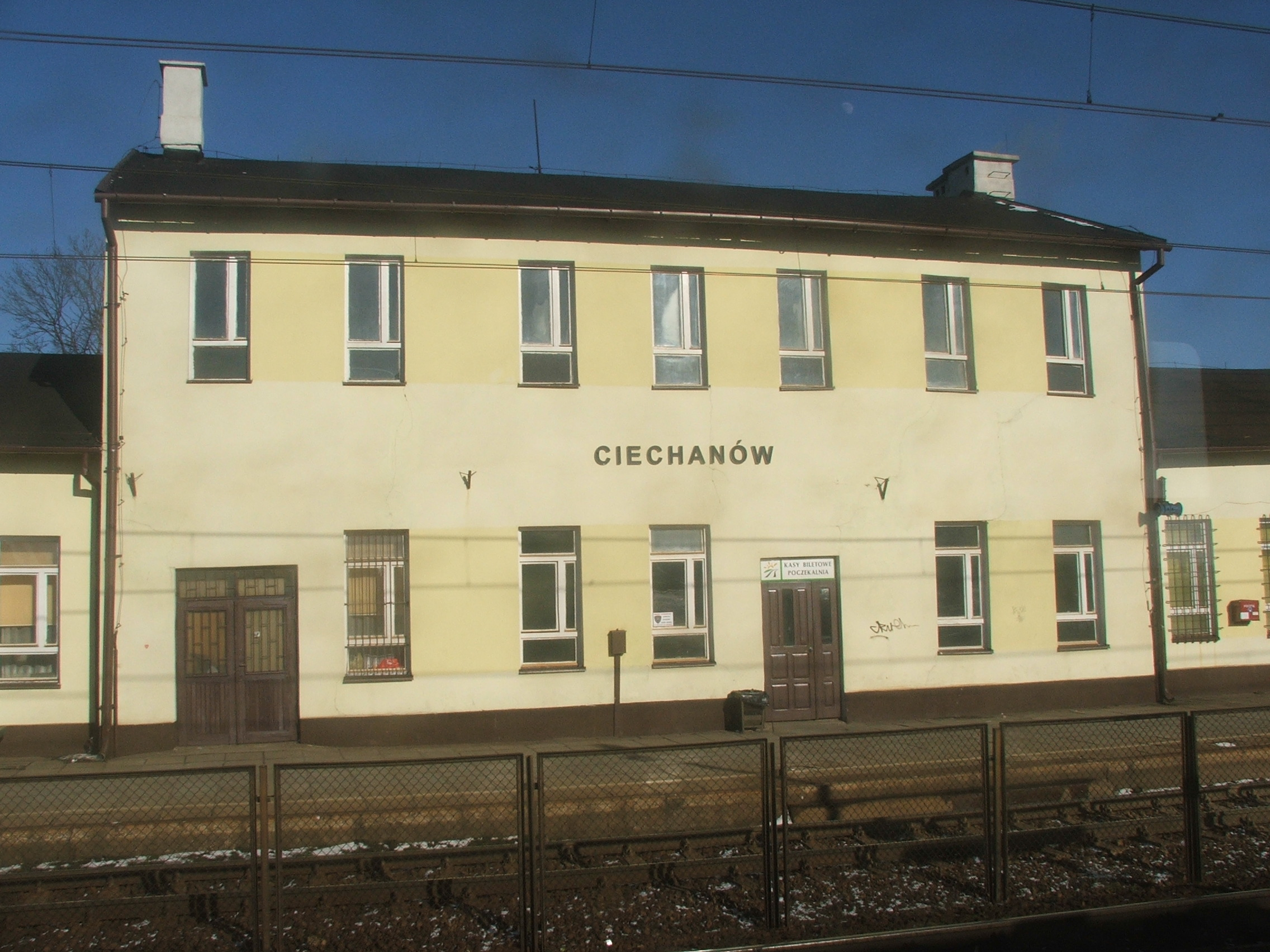
Stary budynek dworca

Stacja powstała w 1877 podczas budowy kolei nadwiślańskiej Warszawa – Mława. Powstał wówczas również drewniany budynek dworca (identyczny stoi do dziś w Gąsocinie) oraz towarzyszące mu obiekty. Linia była budowana przez okolicznych mieszkańców przez około trzy lata.
W roku 1968 dokonano przebudowy budynku dworca, który znacznie uprościł swój wygląd. W 1984 do Ciechanowa dotarła trakcja elektryczna. Stary dworzec został zburzony w 2015 roku podczas budowy dworca nowego, systemowego.

## Nowy dworzec
W kwietniu 2015 PKP podpisało z Warmińskim Przedsiębiorstwem Budowlanym umowę na budowę nowego dworca. Nowy dworzec został oficjalnie otwarty 15 grudnia. W nowym dworcu pasażerom została udostępniona ogrzewana poczekalnia z całodobowymi kasami, pomieszczenie dla opiekuna z dzieckiem i system informacji pasażerskiej. Dworzec został dostosowany do potrzeb osób niepełnosprawnych. Przed dworcem postawiono biletomat, bankomat i paczkomat. Obiekt został objęty ochroną i monitoringiem. Budowa otrzymała 3. miejsce w konkursie „Budowa Roku 2015” organizowanym przez Olsztyńską Izbę Budowlaną